# Porocottus mednius
Porocottus mednius és una espècie de peix pertanyent a la família dels còtids.

## Descripció
- Fa 7 cm de llargària màxima.[6][7]

## Hàbitat
És un peix marí, demersal i de clima temperat que viu entre 0-20 m de fondària.

## Distribució geogràfica
Es troba al Pacífic nord: des del mar de Bering fins a l'illa Kodiak (Alaska).

## Observacions
És inofensiu per als humans.